# Capela de Santana (Santa Rita)
A Capela de Santana está situada no antigo Engenho Gargaú construído por Joaquim Gomes da Silveira  em 1614, no distrito de Gargaú, distrito de Santa Rita, Paraíba. Localizada na Várzea Paraibana, a capela pertenceu a Duarte Gomes da Silveira, denominado «Marquês de Copaoba».
Hoje em dia não existe mais nada do engenho em si, a não ser tijolos e remanescentes dos alicerces, escondidos em meio a um extenso canavial.
Um fato curioso é que o Imperador D. Pedro II, em viagem à então Capitania da Paraíba, fez uma parada no engenho em 28 de dezembro de 1858.